# Gerhard Rempe

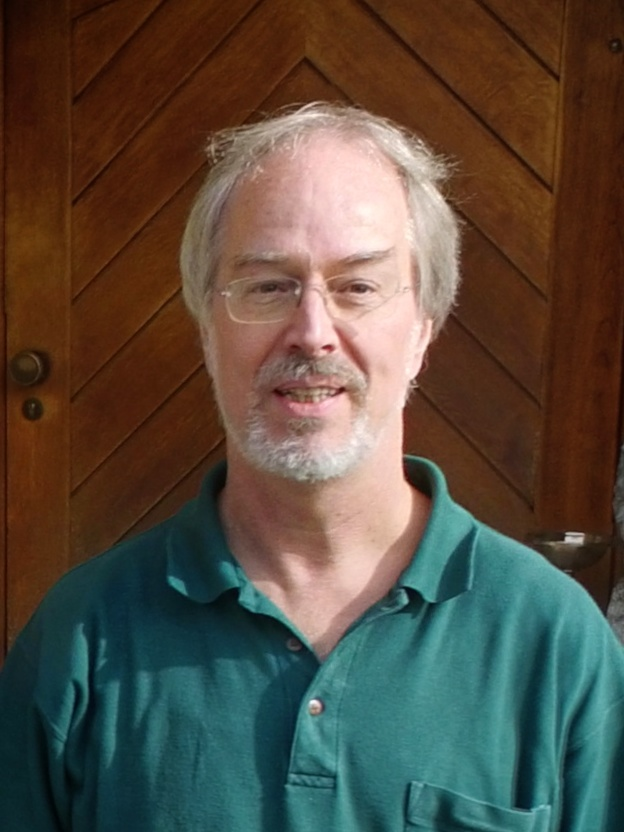
Gerhard Rempe, 2016

Gerhard Rempe (* 22. April 1956 in Bottrop) ist ein deutscher Physiker, Direktor am Max-Planck-Institut für Quantenoptik und Honorarprofessor an der Technischen Universität München. Er hat wegweisende Experimente in der Atom- und Molekülphysik, der Quantenoptik und der Quanteninformationsverarbeitung durchgeführt.

## Werdegang
Gerhard Rempe studierte von 1976 bis 1982 Mathematik und Physik an den Universitäten Essen und München. Seit 1983 ist er Mitglied der katholischen Studentenverbindung KDStV Tuiskonia München. 1986 promovierte er an der Universität München bei Herbert Walther mit der Dissertation Untersuchung der Wechselwirkung von Rydberg-Atomen mit Strahlung. Im gleichen Jahr erhielt er ein erstes Stellenangebot auf eine permanente Stelle als Dozent an der Freien Universität Amsterdam in den Niederlanden. Rempe blieb aber in München und habilitierte sich 1990 mit der Schrift Quanteneffekte im Ein-Atom-Maser. Danach war er von 1990 bis 1991 Lecturer und von 1990 bis 1992 Robert Andrews Millikan Fellow am California Institute of Technology in Pasadena in Kalifornien. 1992 folgte er einem Ruf auf eine Professur für Experimentalphysik an der Universität Konstanz. 1999 wurde er zum wissenschaftlichen Mitglied der Max-Planck-Gesellschaft und zum Direktor am Max-Planck-Institut für Quantenoptik sowie zum Honorarprofessor an der Technischen Universität München berufen.

## Wirken
Gerhard Rempe gilt als Pionier des Forschungsgebietes der Hohlraum-Quantenelektrodynamik. Er war der Erste, der beobachtet hat, wie ein einzelnes Atom ein einzelnes Lichtteilchen wiederholt emittiert und absorbiert. Frühe Experimente hat er mit Mikrowellenphotonen in supraleitenden Hohlräumen durchgeführt. Später hat er sein Interesse auf optische Photonen zwischen höchstreflektierenden Spiegeln ausgeweitet. Mit seinen Experimenten hat er den Grundstein zur Entwicklung der quantennichtlinearen Optik gelegt, bei der ein einzelnes Teilchen, Atom oder Photon, einen Effekt bewirkt, der von vielen Teilchen nicht hervorgerufen werden kann.
Seine Erkenntnisse aus der Grundlagenforschung hat Rempe verwendet, um neuartige Schnittstellen zwischen Licht und Materie zu entwickeln. Sie verbinden die Alltagswelt mit der Quantenwelt und haben Anwendungspotential als Sender, Empfänger und Speicher von Information in einem zukünftigen globalen Quantennetzwerk. Eine ungewöhnliche Eigenschaft der Schnittstelle ist ihre Fähigkeit, einzelne Lichtquanten zerstörungsfrei zu detektieren, was neue Perspektiven für einen skalierbaren Quanten-Computer eröffnet. Die Schnittstelle eignet sich außerdem zur Beobachtung und kontrollierten Bewegung eines einzelnen Atoms in Echtzeit sowie zur Erzeugung von Quanten-Licht mit einem Rauschen unterhalb des Schrotrauschniveaus.
Rempe hat darüber hinaus Pionierarbeiten auf den Gebieten der Atomoptik und der Quantengase geleistet. Mit einem Atominterferometer konnte er experimentell nachweisen, dass bei der Beobachtung eines Teilchens durch eine Doppelspaltanordnung der quantenmechanische Welle-Teilchen-Dualismus auf Verschränkung gründet anstelle der Heisenbergschen Unschärferelation für Ort und Impuls, wie oft in Lehrbüchern beschrieben. Er hat das erste Bose-Einstein-Kondensat außerhalb der USA hergestellt und damit unter anderem ein über den Quanten-Zeno-Effekt stark korreliertes Gas von Molekülen erzeugt.
In einem dritten Forschungsschwerpunkt widmet sich Rempe der Erzeugung eines ultrakalten Gases von polyatomaren Molekülen. Im Vordergrund steht die Entwicklung neuartiger Methoden zum Abbremsen von komplexen Molekülen mittels einer Zentrifuge sowie zum Kühlen solcher Moleküle mit Hilfe des Sisyphus-Effektes. Ziel ist es, chemische Reaktionen bei tiefen Temperaturen zu verstehen, neue Reaktionskanäle zu eröffnen, Moleküle für Präzisionsexperimente zu präparieren, sowie neutrale Viel-Teilchen-Systeme mit einer langreichweitigen elektrischen Wechselwirkung herzustellen.
Neben seiner Forschungs- und Lehrtätigkeit war bzw. ist Rempe in der akademischen Selbstverwaltung engagiert, zum Beispiel als Sprecher des Fachverbandes Quantenoptik und Photonik der Deutschen Physikalischen Gesellschaft, als Kurator mehrerer Zeitschriften wie Physik in unserer Zeit, Journal of Optics und Optics Communications, als Vorsitzender eines Auswahlausschusses des Europäischen Forschungsrats, als Geschäftsführender Direktor des Max-Planck-Instituts für Quantenoptik sowie als Vorsitzender des Preiskomitees der Stern-Gerlach-Medaille der Deutschen Physikalischen Gesellschaft. Rempe hat derzeit (Stand 2018) einen h-Index von 62.